# Sukhoi Su-30MKI
O Sukhoi Su-30MKI (OTAN: Flanker-H) é um caça multiuso, bimotor de superioridade aérea desenvolvido pela empresa russa Sukhoi e construída sobre licença pela indiana Hindustan Aeronautics para uso pela Força Aérea Indiana. É uma variante do Sukhoi Su-30, sendo pesado, de longo alcance e uso independente de condições climáticas.
O desenvolvimento da variante começou depois que a Índia assinou um acordo com a Rússia em 2000 para construção de caças Su-30. A primeira aeronave Su-30MKI foi aceita na Força Aérea Indiana em 2002, entrando em serviço em 2004. Unidades adicionais de MKIs foram feitas posteriormente, aumentando seu total de 272 para 314 aeronaves. A IAF possuía 242 Su-30MKI em serviço em agosto de 2014. Espera-se que o Su-30MKI torne-se um tipo de base padrão de caças da Força Aérea Indiana de 2020 para frente.
A aeronave foi feita sobre medida para as especificações indianas e integra sistemas e aviônicas Francesas e Israelenses como subsistemas. Possui habilidades similares ao Sukhoi Su-35, o qual compartilha muitos componentes.

## Operadores
India
- Força Aérea Indiana - 200 Su-30MKIs em serviço em agosto de 2014[1] com 272 planejados até 2018.[12]

## Especificações (Su-30MKI)

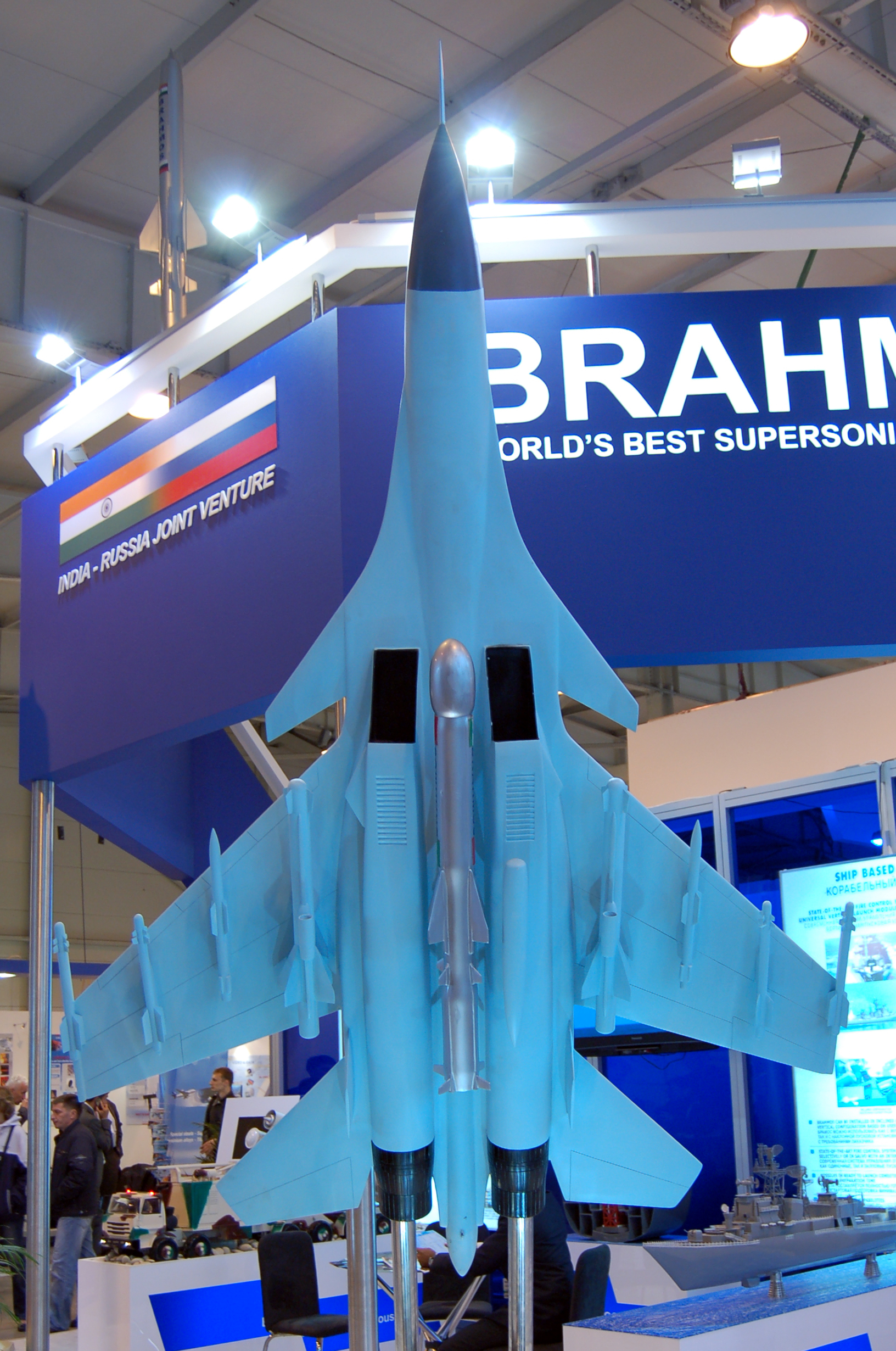
Míssil Brahmos embaixo da maquete de Su-30MKI no MAKS-2009

Irkut, Sukhoi

### Características Gerais
- Tripulação: 2
- Comprimento: 21.935 m (72.97 ft)
- Envergadura: 14.7 m (48.2 ft)
- Altura:  6.36 m (20.85 ft)
- Área alar:  62.0 m² (667 ft²)
- Peso vazio: 18,400 kg (40,565 lb)[13]
- Peso c/ carga máx.: 26,090 kg (57,520 lb)
- Peso máx. à decolagem: 38,800 kg (85,600 lb)[3]
- Motor: 2 × Saturn/Lyulka AL-31FP turbofans

### Performance
- Velocidade máxima: Mach 2.0[3] (2,100 km/h ou 1,300 mph) em altitude; 1,350 km/h, 839 mph perto do nível do mar[5]
- Raio de ação: 3,000 km (1,620 nmi) em altitude; (1,270 km, 690 nmi perto do nível do mar; sem tanques externos extras)
- Teto de serviço: 17,300 m (56,800 ft)
- Taxa de subida: 300 m/s (59,000 ft/min)

### Armamentos
- Canhão 1 × 30 mm GSh-30-1 com 150 disparos
- Capacidade de 4,430 kg (9,770 lb) nos 12 pilones aeronáuticos externos.
- Mísseis ar-ar:
  - 10 × R-77 (AA-12) com alcance de 100 km
  - 10 × Míssil AAM Astra
  - 6 × R-27ER (AA-10C)
  - 6 × R-27ET (AA-10D)
  - 2 × R-27R (AA-10A)
  - 2 × R-27T (AA-10B)
  - 6 × R-73 (AA-11)
  - 3 × Novator KS-172 AAM-L
- Mísseis ar-superfície:
  - DRDO[1]
  - 3 × Kh-59ME
  - 3 × Kh-59MK
  - 4 × Kh-35
  - 6 × Kh-31P/A
  - 6 × Kh-29T/L
  - 4 × S-8, foguetes
  - 4 × S-13, foguetes
- Bombas:
  - 8 × KAB-500L guiadas a laser
  - 3 × KAB-1500L guiadas a laser
  - 8 × FAB-500T gravitacional
  - 28 × OFAB-250-270 gravitacional
  - 32 × OFAB-100-120 gravitacional
  - 8 × RBK-500 bombas de fragmentação